# Indústria lleugera

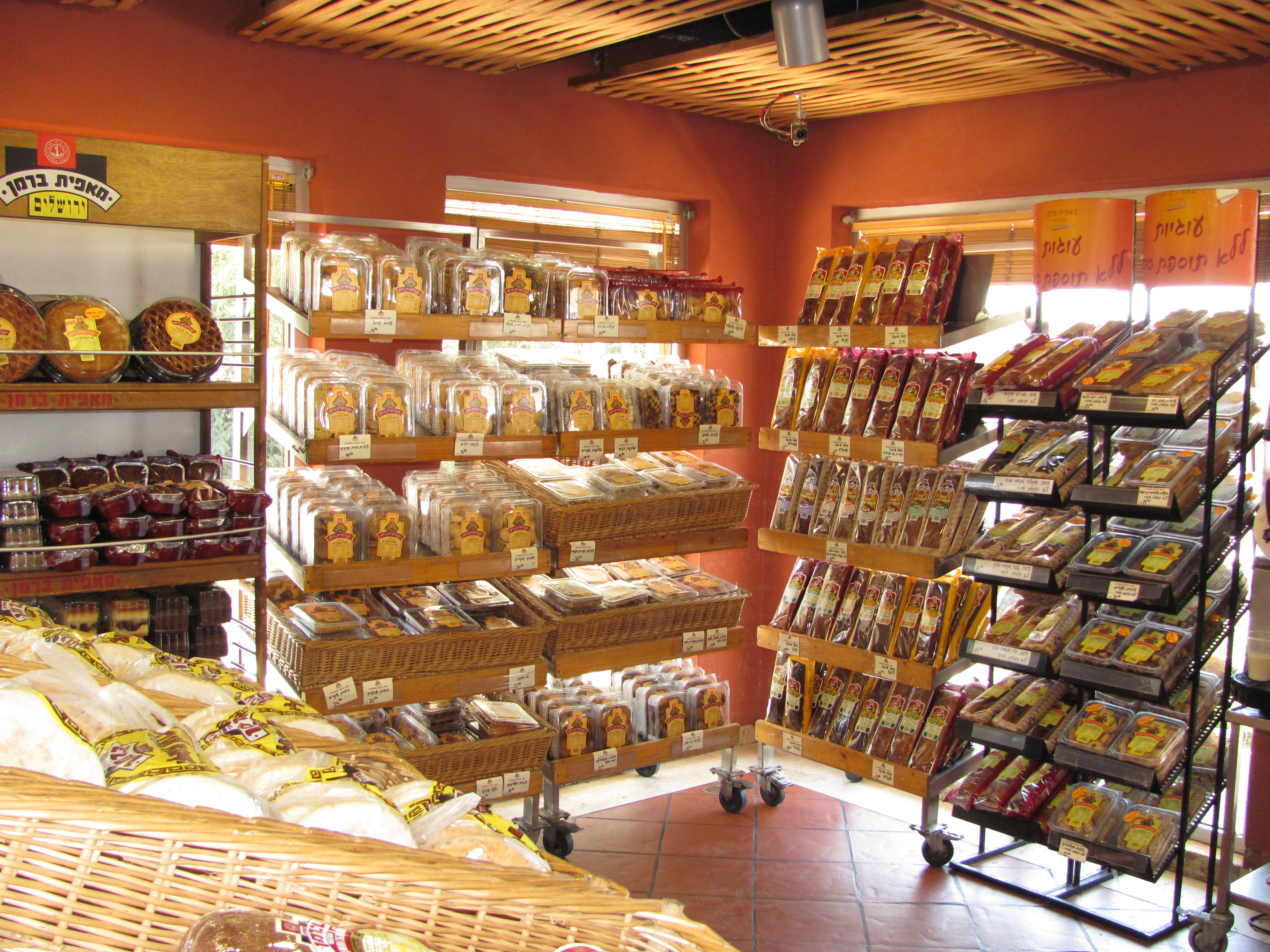
Forn de pa

La indústria lleugera és una indústria normalment menys intensiva en l'ús de capital que la indústria pesant, i està més orientada al consumidor últim que al consum intermedi per part d'altres empreses. Normalment les seves instal·lacions provoquen menys impacte al medi ambient que les associades a la indústria pesant, i les lleis urbanes normalment donen més facilitats perquè s'instal·lin en àrees residencials.